# Río Castadel
El río Castadel o Castardiel es un río del norte de la península ibérica, afluente por el margen izquierda del río Meiro, que discurre por el occidente del Principado de Asturias (España).

## Curso
Tiene su nacimiento en la falda Oeste del pico Vidrosa, en la Sierra de la Vidrosa, concejo de El Franco. Pequeños arroyos se unen a él antes de entregar sus aguas al río Meiro por su parte izquierda, ya en el Concejo de Coaña detrás de una pequeña cima llamada El Monticón que éste rodea.
Era un río con buenas truchas hasta que a principios de la década de los 90 del siglo XX se originase un vertedero cerca de su curso y envenenasen sus aguas.